# Rîbne (arie protejată din regiunea Cernăuți)
Rîbne (în ucraineană Рибне) este o arie protejată de importanță locală din raionul Storojineț, regiunea Cernăuți (Ucraina), situată la nord de satul Crăsnișoara Nouă. Este administrată de întreprinderea de stat „Silvicultura Storojineț”.
Suprafața ariei protejate constituie 10 hectare, fiind creată în anul 1979 prin decizia comitetului executiv regional. Statutul a fost atribuit conservării unei porțiuni de păduri de molid, fag și brad din jurul unor bălți.